# Vetúriusz
A Vetúriusz a latin Veturius férfinév magyar megfelelője, ami a vetus szóból ered, aminek a jelentése: idős, koros. Női párja: Vetúria.

## Gyakorisága
Az 1990-es és a 2000-es években nem volt anyakönyvezhető.

## Névnapok
- július 13.